# Milan Makarić
Milan Makarić, né le 4 octobre 1995 à Novi Sad en Serbie, est un footballeur international serbe qui évolue au poste d'avant-centre à Borac Banja Luka, en prêt de l'Aalborg BK.

## Biographie

### Débuts professionnels
Né à Novi Sad en Serbie, Milan Makarić est formé par le club de sa ville natale, le Vojvodina Novi Sad. Mais c'est avec le FK Proleter Novi Sad, où il est prêté en 2014, qu'il fait ses débuts en professionnel, en deuxième division serbe. 
Il fait ensuite son retour au Vojvodina Novi Sad et joue son premier match le 17 juillet 2014, à l'occasion d'une rencontre qualificative pour la Ligue Europa face à l'AS Trenčín où son équipe s'incline lourdement (4-0). Il fait ses débuts en première division serbe le 10 août 2014, lors de la première journée de la saison 2014-2015 contre l'OFK Belgrade. Il entre en jeu à la place de Mijat Gaćinović et son équipe l'emporte (3-0 score final).
Le 25 juin 2015, il s'engage en faveur du FK Spartak Subotica.

### FK Radnik Surdulica
Le 1er août 2019, Milan Makarić rejoint le FK Radnik Surdulica. Il joue son premier match sous ses nouvelles couleurs le 4 août 2019, lors d'une rencontre de championnat face au FK Čukarički. Il entre en jeu ce jour-là et son équipe s'incline par un but à zéro.
Le 1er août 2020, lors de la première journée de la saison 2020-2021, il marque deux buts contre le FK Voždovac Belgrade. Il s'agit de son premier doublé pour le FK Radnik Surdulica. Son équipe s'impose par trois buts à un ce jour-là. Il réalise son premier triplé avec le Radnik Surdulica le jour de ses 25 ans, le 4 octobre 2020 contre le FK Zlatibor Čajetina, en championnat. Il contribue ainsi grandement à la victoire de son équipe par quatre buts à un,.
Il termine meilleur buteur du championnat serbe à l'issue de la saison 2020-2021 avec un total de 25 buts.

### Aalborg BK
Le 16 juillet 2021, Milan Makarić est recruté par le club danois de l'Aalborg BK, avec lequel il s'engage pour un contrat de quatre ans. Il arrive pour remplacer Tom van Weert, qui a quitté le club cet été,.

### En sélection
Milan Makarić honore sa première sélection avec l'équipe nationale de Serbie le 25 janvier 2021, lors d'un match amical face à la République dominicaine. Il entre en jeu et les deux équipes se neutralisent (0-0).

## Distinction personnelle
- Meilleur buteur du Championnat de Serbie 2020-2021.